# Циньхуандао
Циньхуанда́о (кит. трад. 秦皇島, упр. 秦皇岛, пиньинь Qínhuángdǎo, палл. Циньхуандао, буквально: «Остров императора Цинь Шихуана») — городской округ в провинции Хэбэй КНР.

## География
Городской округ Циньхуандао расположен в северо-восточной части провинции Хэбэй, он является незамерзающим портом на берегу Ляодунского залива. На севере от города лежит горный массив Яньшань. К югу лежит Ляодунский залив, а к западу — Пекин и Тяньцзинь. Первоначально был островом, но во времена правления цинского императора Цяньлуна произошло его соединение с материком.

## История
При империи Цин основная часть современного городского округа Циньхуандао входила в состав уезда Фунин. В 1737 году из уезда Фунин был выделен уезд Линьюй (临榆县), сформированный на основе Шаньхайгуаньского караула. В 1898 году на побережье уезда Линьюй началось строительство торгового морского порта, что дало начало городу.
В 1933 году японские войска захватили китайские земли севернее Великой стены и присоединили их к государству Маньчжоу-го. Из находившихся севернее Великой стены частей уездов Фунин, Линьюй и Цяньань марионеточными властями был создан уезд Цинлун, который вошёл в состав провинции Жэхэ.
В ноябре 1948 года посёлок Циньхуандао был повышен в статусе до города Циньюй (秦榆市), в который вошли территории современных районов Хайган, Шаньхайгуань и Бэйдайхэ. В марте 1949 года в связи с тем, что Шаньхайгуань был повышен в статусе до города и переведён в состав провинции Ляоси, город Циньюй был преобразован в город провинциального подчинения Циньхуандао.
В августе 1949 года в провинции Хэбэй был создан Специальный район Таншань (唐山专区), в состав которого вошли, в частности, уезды Линьюй, Фунин, Чанли и Лулун. В 1952 году Шаньхайгуань был передан в состав провинции Хэбэй и также вошёл в состав Специального района Таншань. В 1954 году уезд Линьюй был расформирован, а его территория разделена между городом Циньхуандао и уездом Фунин. В 1955 году была расформирована провинция Жэхэ, и уезд Цинлун перешёл в состав Специального района Чэндэ (承德专区) провинции Хэбэй. В 1958 году Циньхуандао лишился статуса города провинциального подчинения и тоже вошёл в состав Специального района Таншань. В 1968 году Специальный район Таншань был переименован в Округ Таншань (唐山地区).
В 1983 году был расформирован Округ Таншань, а на его территории образованы городские округа Таншань и Циньхуандао. В 1986 году уезд Цинлун был передан из Округа Чэндэ под юрисдикцию Городского округа Циньхуандао, став при этом Цинлун-Маньчжурским автономным уездом.
23 июля 2015 года восточная половина уезда Фунин была передана в состав района городского подчинения Хайган, а сам уезд Фунин также был преобразован в район городского подчинения.

## Административно-территориальное деление
Городской округ Циньхуандао делится на 4 района, 2 уезда, 1 автономный уезд:
| Карта                                                                                | #                                   | Статус                              | Название       | Иероглифы                | Пиньинь | Население (2004, прим.) | Площадь (км²) | Плотность населения (/км²) |
| ------------------------------------------------------------------------------------ | ----------------------------------- | ----------------------------------- | -------------- | ------------------------ | ------- | ----------------------- | ------------- | -------------------------- |
| Хайган Шаньхайгуань Бэйдайхэ Фунин Цинлун-Маньчжурский · автономный уезд Чанли Лулун |                                     |                                     |                |                          |         |                         |               |                            |
| 1                                                                                    | Район                               | Хайган                              | 海港区         | Hǎigǎng qū               | 550 000 | 121                     | 4545          |                            |
| 2                                                                                    | Район                               | Шаньхайгуань                        | 山海关区       | Shānhǎiguān qū           | 140 000 | 192                     | 729           |                            |
| 3                                                                                    | Район                               | Бэйдайхэ                            | 北戴河区       | Běidàihé qū              | 70 000  | 70                      | 1000          |                            |
| 5                                                                                    | Район                               | Фунин                               | 抚宁区         | Fǔníng xiàn              | 520 000 | 1646                    | 316           |                            |
| 4                                                                                    | Уезд                                | Чанли                               | 昌黎县         | Chānglí xiàn             | 550 000 | 1184                    | 465           |                            |
| 6                                                                                    | Уезд                                | Лулун                               | 卢龙县         | Lúlóng xiàn              | 420 000 | 945                     | 444           |                            |
| 7                                                                                    | Цинлун-Маньчжурский автономный уезд | Цинлун-Маньчжурский автономный уезд | 青龙满族自治县 | Qīnglóng Mǎnzú zìzhìxiàn | 520 000 | 3309                    | 157           |                            |

## Туризм
В 1997 году город классифицирован Госсоветом как курортный город класса А. В 1999 году он получил звание одного из лучших туристических городов Китая, считается одним из самых популярных в стране городов-курортов в летнее время.
Пляжный отдых представлен 3 районами: Бэйдайхэ, Наньдайхэ и золотое побережье Чанли. Побережье Бэйдайхэ имеет три пляжа и пользуется большой популярностью среди российских туристов. В Бэйдайхэ находятся парк песчаных аттракционов, где можно покататься с дюн на песчаных лыжах; сафари-парк; парк «Морской мир», дельфинарий и аквапарк.
Район представляет возможности для экотуризма: 70 % побережья покрыто лесом. Летом на побережье проходят культурный фестиваль Великой стены, морской карнавал и фестиваль морских птиц.

## Транспорт
Коммерческие авиаперевозки города обслуживает аэропорт Циньхуандао Шаньхайгуань. В августе 2016 года начались испытания нового вида общественного транспорта — портального автобуса (кит. упр. 巴铁, палл. бате, буквально: «рельсобус» или 宽体高架电车, широкий надземный трамвай).

## Спорт
В рамках Олимпийских игр 2008 года Стадион Олимпийского спорткомплекса города Циньхуандао, строившийся с 2002 по 2004 год, принял матчи футбольного турнира. В городе выступает футбольная команда «Хэбэй Чайна Форчун».

## Города побратимы
- Луго (Галисия)
- Толидо — с 1985 года